# Оркестр итальянской Швейцарии
Оркестр итальянской Швейцарии (итал. Orchestra della Svizzera Italiana) — швейцарский симфонический оркестр, базирующийся в Лугано.
Основан в 1933 г. как камерный состав итальянского радиовещания в Лугано, с 1935 г. официально назывался Оркестром радио и телевидения итальянской Швейцарии (итал. Orchestra della Radiotelevisione della Svizzera Italiana), с 1991 г. носит нынешнее название. Под многолетним руководством Отмара Нуссио и Марка Андреэ оркестр приобрёл особую склонность к работе с произведениями современных композиторов, которые зачастую сами дирижировали своими произведениями: так, за пульт оркестра становились Пьетро Масканьи (1938), Артюр Онеггер (1947), Пауль Хиндемит, Лучано Берио, Дариюс Мийо, Ханс Вернер Хенце, Игорь Стравинский, а Рихард Штраус специально для оркестра написал Дуэт-концертино Op. 147. В 2008—2010 гг. главным приглашённым дирижёром оркестра был Михаил Плетнёв, однако затем сотрудничество с ним было прекращено на волне возникших обвинений в адрес музыканта; в 2013 году на эту позицию был приглашён Владимир Ашкенази. В 2015 году с приглашением Маркуса Пошнера закончился семилетний период отсутствия у оркестра номинального музыкального руководителя.

## Руководители оркестра
- Леопольдо Казелла (1933—1938)
- Отмар Нуссио (1938—1968)
- Марк Андреэ (1969—1990)
- Николас Карти (1993—1996)
- Серж Бодо (1997—1999)
- Ален Ломбар (1999—2008)
- Маркус Пошнер (с 2015 г.)